# Prasocuris bicolora
Prasocuris bicolora es una especie de insecto coleóptero de la familia Chrysomelidae. Fue descrita en 1981 por Rapilly.